# Geograful (Vermeer)
 Geograful  (neerlandeză De Geograaf) este o pictură de Jan Vermeer van Delft, terminată aproximativ în 1669.  Este găzduită de Städel (Städelsches Kunstinstitut und Städtische Kunstgallerie, Institutul de arte "Städel" și Galeria de arte orășenească), Frankfurt am Main, Germania.

## Descriere
Pictura este realizată în ulei pe pânză și are dimensiunile de 53 x 46,6 cm. 
Există prezumția că biologul Antonie van Leeuwenhoek a servit ca model pentru pictură. De asemenea, compasul din mâna personajului și echerul de pe măsuță sunt interpretate ca simboluri masonice. 